# Liste der Monuments historiques in Bouxières-aux-Dames
Die Liste der Monuments historiques in Bouxières-aux-Dames führt die Monuments historiques in der französischen Gemeinde Bouxières-aux-Dames auf.

## Liste der Immobilien
| Bezeichnung        | Beschreibung                                         | Standort                             | Kennzeichnung | Schutzstatus | Datum | Bild           |
| ------------------ | ---------------------------------------------------- | ------------------------------------ | ------------- | ------------ | ----- | -------------- |
| Domaine Les Tilles | Herrenhaus, mehrere Bauphasen ab dem 15. Jahrhundert | 4 rue des Trois-Frères-Lievre (Lage) | PA00106003    | Inscrit      | 1991  | weitere Bilder |
| Kirche St-Martin   | ab dem 15. Jahrhundert                               | 8 rue Saint-Martin (Lage)            | PA54000083    | Inscrit      | 2015  | weitere Bilder |

## Liste der Objekte
| Bezeichnung                             | Beschreibung                                                                         | Standort                       | Kennzeichnung | Schutzstatus | Datum | Bild |
| --------------------------------------- | ------------------------------------------------------------------------------------ | ------------------------------ | ------------- | ------------ | ----- | ---- |
| Kanzel                                  | Holz, 1745                                                                           | in der Kirche St-Martin (Lage) | PM54000112    | Classé       | 1908  |      |
| Gemälde Heiliger Gauzlin von Toul       | Ölfarbe auf Leinwand, zweite Hälfte des 17. Jahrhunderts;                            | in der Kirche St-Martin (Lage) | PM54000114    | Classé       | 1979  |      |
| Gemälde Ekstase des heiligen Franziskus | Ölfarbe auf Leinwand, erste Hälfte des 17. Jahrhunderts, Jean Le Clerc zugeschrieben | in der Kirche St-Martin (Lage) | PM54000115    | Classé       | 1979  |      |
| Skulptur Madonna mit Kind               | Stein, Ende des 14. Jahrhunderts                                                     | in der Kirche St-Martin (Lage) | PM54000110    | Classé       | 1907  |      |
| Skulptur Heiliger Nikolaus              | Stein, 15. Jahrhundert                                                               | in der Kirche St-Martin (Lage) | PM54000111    | Classé       | 1908  |      |
| Skulptur Heiliger Gauzlin von Toul      | Stein, Ende des 15. Jahrhunderts                                                     | in der Kirche St-Martin (Lage) | PM54000113    | Classé       | 1979  |      |
| Gemälde Heiliger Rochus                 | Ölfarbe auf Leinwand, 19. Jahrhundert                                                | in der Kirche St-Martin (Lage) | PM54001433    | Inscrit      | 1974  |      |